# 228. Infanterie-Division (Wehrmacht)
La 228. Infanterie-Division fu una divisione dell'esercito tedesco attiva durante la seconda guerra mondiale che venne creata nel 1939 e fu impiegata nella campagna di Polonia e fu poi sciolta nel 1940.

## Storia
La divisione fu costituita il 16 agosto 1939 e prese subito parte alla campagna di Polonia; combatté a est di Graudenz e poi continuò ad avanzare in Polonia. Alla fine della campagna rimase in zona come forza di occupazione sotto il comando delle guardie di frontiera. Dopo la rapida vittoria nella campagna di Francia, la divisione fu sciolta nel campo di Munster, il 1º agosto 1940 ed il suo stato maggiore formò quello della 16. Infanterie-Division (mot.); la fanteria invece formò 7 battaglioni della Guardia Nazionale di 3 compagnie ciascuno.

## Ordine di battaglia
- Infanterie-Regiment 325
- Infanterie-Regiment 356
- Infanterie-Regiment 400
- Artillerie-Regiment 228
- Pionier-Bataillon 228
- Feldersatz-Bataillon 228
- Panzerabwehr-Abteilung 228
- Aufklärungs-Abteilung 228
- Infanterie-Divisions-Nachrichten-Abteilung 228
- Infanterie-Divisions-Nachschubführer 228[1]

## Comandanti
- Generalleutnant Hans Suttner (16 agosto 1939 - 1º marzo 1940)
- Generalleutnant Karl-Ulrich Neumann-Neurode (1º marzo 1940 - 1º agosto 1940)[1]